# Massimiliano di Dietrichstein
Massimiliano di Dietrichstein (Vienna, 27 giugno 1596 o 1597 – Mikulov, 5 o 6 novembre 1655) è stato principe di Dietrichstein dal 1629 al 1655.
Fu un diplomatico e ministro al servizio della Casa d'Asburgo. Era consigliere segreto di due imperatori, Ferdinando II e Ferdinando III, Cavaliere dell'Ordine del Toson d'oro, governatore di Nikolsburg (ora Mikulov), Polná, Kanitz (ora Dolní Kounice), Leipnik (ora Lipník nad Bečvou), Weisskirch e Saar (ora Žďár nad Sázavou).

## Biografia
Nato a Vienna, è stato il secondo figlio maggiore superstite di Sigismondo II, conte di Dietrichstein e barone di Hollenburg, Finkenstein e Thalberg, e della sua seconda moglie Giovanna della Scala, baronessa (Freiin) von der Leytter, erede di Amerang e membro della famiglia Scaligera, signori di Verona.
Come suo nonno Adam, Massimiliano è stato al servizio della Casa d'Asburgo, ma invece di seguire la carriera militare seguì quella civile. In gioventù fu al servizio dell'arciduca Mattia d'Asburgo. Massimiliano, grazie all'aiuto del vescovo di Vienna e cardinale dal 1615 Melchior Khlesl, Massimiliano è fu in grado di garantire l'incoronazione di Mattia come re di Boemia.
Suo zio Franz Seraph von Dietrichstein, cardinale dal 1599 e dal 1600 principe-vescovo e duca di Olomouc, ricevette il 16 marzo 1624 il titolo di Principe Imperiale (Reichfürst), primo membro della sua famiglia a ricevere questo titolo ereditario. Franz Seraph ottenne il diritto di trasmettere il titolo alla sua linea di sangue, in particolare a Massimiliano, unico nipote superstite. La conferma del titolo principesco per lui e per i suoi discendenti maschi in stretta primogenitura fu confermata il 24 marzo 1631. Grazie al fidecommesso concesso dallo zio Franz Seraph, Massimiliano fu in grado di acquistare le signorie di Kanitz, Wostitz (Vlasatice), Saar (Žďár nad Sázavou) e Steinabrunn (nel distretto di Korneuburg in Bassa Austria). Ciò contribuì in maniera significativa alla crescita del patrimonio di famiglia.
Dopo la morte dell'imperatore Ferdinando II nel 1637, Massimiliano servì il suo figlio e successore, l'imperatore Ferdinando III, e fino alla sua morte nel 1655 ricoprì le cariche di ciambellano (Obersthofmeister), ministro e consigliere privato.
Nel 1638 Massimiliano lasciò 146 000 fiorini tolti dal suo dominio della Saar a favore dell'Ordine cistercense.

## Discendenza
In Lednice in data 23 aprile 1618, Massimiliano sposò prima Anna Maria (7 Dicembre 1597 - 26 Aprile 1640), figlia di Carlo I, principe del Liechtenstein e duca di Troppau e Jägerndorf, e di Anna Maria Šemberová von Boskovic und Černá Hora. Ebbero tredici figli:
- Marianna Cäcilia (1619 - subito dopo).
- Anna Franziska (1621 - 16 Settembre 1685), sposata il 23 aprile 1647 col feldmaresciallo imperiale e il conte Walter Leslie.
- Franz Anton (1622 - subito dopo).
- Marie Eleonore (1 Gennaio 1623 - 20 Marzo 1687), sposata in prime nozze il 26 novembre 1646 al conte Lev Vilém Kaunitz (Leopold Wilhelm von Kaunitz) e in seconde nozze il 15 aprile 1663 al conte Federico Leopoldo di Oppersdorf.
- Giovanna Beatrice (1625 - 26 Marzo 1676), sposata il 4 agosto 1644 a Carlo Eusebio, principe del Liechtenstein.
- Maria Klara (7 Settembre 1626 - 28 Gennaio 1667), sposata il 16 gennaio 1650 al conte Johann Federico di Trauttmansdorff, barone di Gleichenberg.
- Una figlia (nata e morta nel 1630).
- Un figlio (nato e morto nel 1634).
- Ferdinand Joseph (25 settembre 1636[8] - 1 Dicembre 1698), 3º principe di Dietrichstein.
- Maria Margareta Josefa (18 aprile 1637 - 15 dicembre 1676), sposata il 21 Maggio 1657 al principe Raimondo Montecuccoli, duca di Melfi.
- Maximilian Andreas (14 aprile 1638 - 4 Dicembre 1692), sposato il 18 gennaio 1663 alla contessa Maria Giustina di Schwarzenberg.
- Maria Theresia (1639 - 5 Febbraio 1658), sposata l'8 novembre 1654 a Karl Adam, conte di Mansfeld-Vorderort-Bornstädt (fratello di sua matrigna).
- Karl (nato e morto 1639).

Il 4 dicembre 1640, Massimiliano sposò in seconde nozze Sophie Agnes (4 Novembre 1619 - 20 Gennaio 1677), figlia di Wolfgang III, conte di Mansfeld-Vorderort-Bornstädt. Ebbero sei figli:
- Maria Josepha (1641 - 15 dicembre 1676).
- Franz Anton (1643 - 22 Febbraio 1721), gesuita.
- Joseph Ignaz (1644-1650).
- Philipp Sigmund (9 marzo 1651 - 3 Luglio 1716), sposato in prime nozze nel 1680 a Marie Elisabeth Hofmann, baronessa di Grünbühel-Strechau, e in seconde nozze nel 1705 a Dorothea Josepha, baronessa Jankovská z Vlašimi.
- Maria Rosina Sophia (1652 - 4 Novembre 1711), sposata in prime nozze nel 1662 al conte Franz Eusebio di Pötting, e in seconde nozze il 12 giugno 1681 al conte Václav Ferdinand di Lobkowicz.
- Maria Charlotte Anna Sophia Theresia Rosa Eustachia (20 settembre 1655 - 18 agosto 1682).

## Albero genealogico
|                                                             |                                 |                                                    | Genitori                               |  |  | Nonni |  |  | Bisnonni                    |  |  | Trisnonni                 |  |
|                                                             |                                 |                                                    |                                        |  |  |       |  |  | Sigismund von Dietrichstein |  |  | Pankraz von Dietrichstein |  |
|                                                             |                                 |                                                    |                                        |  |  |       |  |  | Sigismund von Dietrichstein |  |  | Pankraz von Dietrichstein |  |
|                                                             |                                 | Barbara von Thurn                                  |                                        |  |  |       |  |  | Sigismund von Dietrichstein |  |  |                           |  |
| Adam von Dietrichstein                                      |                                 |                                                    |                                        |  |  |       |  |  | Sigismund von Dietrichstein |  |  |                           |  |
|                                                             |                                 | Barbara von Rottal                                 | Massimiliano I del Sacro Romano Impero |  |  |       |  |  |                             |  |  |                           |  |
|                                                             |                                 | Barbara von Rottal                                 | Massimiliano I del Sacro Romano Impero |  |  |       |  |  |                             |  |  |                           |  |
|                                                             |                                 | Barbara von Rottal                                 | Margareta von Edelsheim                |  |  |       |  |  |                             |  |  |                           |  |
| Sigismondo II di Dietrichstein, conte di Dietrichstein      |                                 | Barbara von Rottal                                 |                                        |  |  |       |  |  |                             |  |  |                           |  |
|                                                             |                                 | Antoni de Cardona i Enríquez                       | Joan Ramón Folc IV de Cardona          |  |  |       |  |  |                             |  |  |                           |  |
|                                                             |                                 | Antoni de Cardona i Enríquez                       | Joan Ramón Folc IV de Cardona          |  |  |       |  |  |                             |  |  |                           |  |
|                                                             |                                 | Antoni de Cardona i Enríquez                       | Aldonza Enríquez de Quiñones           |  |  |       |  |  |                             |  |  |                           |  |
| Margarita Folch de Cardona y Requesens                      |                                 | Antoni de Cardona i Enríquez                       |                                        |  |  |       |  |  |                             |  |  |                           |  |
|                                                             |                                 | Ana María Requesens de Soler y Enríquez de Velasco | Galcerán de Requesens i Joan de Soler  |  |  |       |  |  |                             |  |  |                           |  |
|                                                             |                                 | Ana María Requesens de Soler y Enríquez de Velasco | Galcerán de Requesens i Joan de Soler  |  |  |       |  |  |                             |  |  |                           |  |
|                                                             |                                 | Ana María Requesens de Soler y Enríquez de Velasco | Beatriz Enríquez de Velasco            |  |  |       |  |  |                             |  |  |                           |  |
| Massimiliano di Dietrichstein, II principe di Dietrichstein |                                 | Ana María Requesens de Soler y Enríquez de Velasco |                                        |  |  |       |  |  |                             |  |  |                           |  |
|                                                             | Hans Christoph I von der Leiter | Johann II von der Leiter                           |                                        |  |  |       |  |  |                             |  |  |                           |  |
|                                                             | Hans Christoph I von der Leiter | Johann II von der Leiter                           |                                        |  |  |       |  |  |                             |  |  |                           |  |
|                                                             | Hans Christoph I von der Leiter | Margareta von Laiming                              |                                        |  |  |       |  |  |                             |  |  |                           |  |
| Hans Warmund von der Leiter                                 | Hans Christoph I von der Leiter |                                                    |                                        |  |  |       |  |  |                             |  |  |                           |  |
|                                                             |                                 | Elisabetta di Hohenzollern-Haigerloch              | Wolfgang di Hohenzollern-Haigerloch    |  |  |       |  |  |                             |  |  |                           |  |
|                                                             |                                 | Elisabetta di Hohenzollern-Haigerloch              | Wolfgang di Hohenzollern-Haigerloch    |  |  |       |  |  |                             |  |  |                           |  |
|                                                             |                                 | Elisabetta di Hohenzollern-Haigerloch              | Rosina di Baden                        |  |  |       |  |  |                             |  |  |                           |  |
| Johanna von der Leiter                                      |                                 | Elisabetta di Hohenzollern-Haigerloch              |                                        |  |  |       |  |  |                             |  |  |                           |  |
|                                                             |                                 | Jakob von Thurn                                    | Siegmund von Thurn                     |  |  |       |  |  |                             |  |  |                           |  |
|                                                             |                                 | Jakob von Thurn                                    | Siegmund von Thurn                     |  |  |       |  |  |                             |  |  |                           |  |
|                                                             |                                 | Jakob von Thurn                                    | Apollonia von Maxlrain                 |  |  |       |  |  |                             |  |  |                           |  |
| Elisabeth von Thurn                                         |                                 | Jakob von Thurn                                    |                                        |  |  |       |  |  |                             |  |  |                           |  |
|                                                             |                                 | Barbara von Thannhausen                            | Franz von Thannhausen                  |  |  |       |  |  |                             |  |  |                           |  |
|                                                             |                                 | Barbara von Thannhausen                            | Franz von Thannhausen                  |  |  |       |  |  |                             |  |  |                           |  |
|                                                             |                                 | Barbara von Thannhausen                            | Regina Katharina von Firmian           |  |  |       |  |  |                             |  |  |                           |  |
|                                                             |                                 | Barbara von Thannhausen                            |                                        |  |  |       |  |  |                             |  |  |                           |  |